# Diecezja Angra
Diecezja Angra (łac. Dioecesis Angrensis) – diecezja Kościoła rzymskokatolickiego w Portugalii w Regionie Autonomicznym Azorów. Należy do metropolii lizbońskiej. Została erygowana 3 listopada 1534 przez wydzielenie z archidiecezji Funchal.

## Główne świątynie
- Katedra: Katedra Zbawiciela w Angra do Heroísmo